# Henri Préaux
Henri Préaux (25. november 1911 - 21. februar 1992) var en fransk roer.
Préaux var en del af den franske toer med styrmand, der vandt sølv ved OL 1928 i Amsterdam. Han var styrmand i båden, hvis øvrige roere var brødrene Armand og Édouard Marcelle. I finalen blev franskmændenes båd besejret af Schweiz, der vandt guld, mens Belgien fik bronze. Det var det eneste OL han deltog i.

## OL-medaljer
- 1928:  Sølv i toer med styrmand